# Manoir de Verguetot
 (novembre 2022).
Si vous disposez d'ouvrages ou d'articles de référence ou si vous connaissez des sites web de qualité traitant du thème abordé ici, merci de compléter l'article en donnant les références utiles à sa vérifiabilité et en les liant à la section « Notes et références ».
Le manoir de Verguetot, surnommé le « manoir d'Oudalle », est une demeure située sur la commune d'Oudalle, en Seine-Maritime.

## Histoire
Le logis est construit dans la deuxième moitié du XVIIIe siècle. Le corps central a été prolongé à gauche et à droite par deux extensions, datées respectivement de 1773 et 1778, selon les dates écrites sur la façade. Relais de chasse appartenant à la famille Malet, il est acquis en 1759, à la suite de sa nomination dans la cure d'Oudalle, par l'abbé de Saint-Aubin d'Angers.
Durant la Révolution, l'abbé, n'ayant pas prêté serment à la nouvelle Constitution civile, est considéré comme réfractaire et est obligé de fuir la France. En fuite, il se retrouve dépossédé du manoir qui est mis en vente en 1794. Il est acquis par un armateur havrais d'origine américaine, Henry Johnson. Trois ans plus tard, Johnson décède et laisse la maison à Angélique Doyé, son épouse, qui avait épousé en premières noces le révolutionnaire Jacques- Nicolas Billaud-Varenne.
En 1808, Angélique épouse un négociant, Pierre Cousin-Duparc. Le couple n'ayant pas eu d'enfant, le manoir est transmis à la famille Cousin-Duparc, dont les héritiers possèdent toujours la demeure. Les écuries et remises sont du XIXe siècle, la grange et les étables portent la date 1897.

## Description
Le logis principal est construit en brique avec un toit à demi croupe ; les pignons présentent des assises alternées de silex noir et calcaire.
Les écuries et la remise sont en calcaire et silex avec un toit à croupe couvert de chaume ; la grange et étables sont en brique et couvertes en tuile mécanique.
Un puits en brique avec un toit conique se trouve dans la cour.